# Campionato portoghese di football americano
Il campionato di football americano portoghese è una competizione che riunisce l'élite dei club portoghesi di football americano dal 2009. L'organizzatore del campionato e delle squadre nazionali è la Associação Promotora do Desporto de Futebol Americano (APDFA).
Questa competizione si disputa con una fase con girone all'italiana, seguita dai play-off con una finale. Dal 2019 il campionato è suddiviso su due livelli.

## Team partecipanti
In grassetto i team che partecipano alla stagione in corso (o all'ultima stagione).
| Team                  | Numero Partecipazioni | Miglior piazzamento Stagione regolare                 | Partecipazioni Play Off | Titoli vinti |
| --------------------- | --------------------- | ----------------------------------------------------- | ----------------------- | ------------ |
| Algarve Pirates       | 3                     | 3° 2013 (Sud)                                         | 0                       | 0            |
| Algarve Sharks        | 1                     | 4° 2015                                               | 1                       | 0            |
| Braga Black Knights   | 1                     |                                                       |                         | 0            |
| Braga Warriors        | 5                     | 2° 2012 2013 (Nord) 2014 (Nord) 2015 (Nord)           | 4                       | 0            |
| Candal Kings          | 1                     | 7° 2012                                               | 0                       | 0            |
| Canidelo Celtics      | 1                     | 3° 2013 (Nord)                                        | 1                       | 0            |
| Crusaders CFA         | 6                     | 2° 2013 (Sud) 2014 (Sud) 2015 (Sud)                   | 5                       | 0            |
| Galicia Black Towers  | 3                     | 3° 2009-10                                            | 2                       | 0            |
| Lisboa Devils         | 2                     | 3° 2014 (Sud) 2015 (Sud)                              | 2                       | 2            |
| Lisboa Navigators     | 6                     | 1° 2009-10 2011 2012 2013 (Sud) 2014 (Sud) 2015 (Sud) | 6                       | 6            |
| Maia Mustangs†;       | 2                     | 5° 2014 (Nord) 2015 (Nord)                            | 0                       | 0            |
| Paredes Lumberjacks   | 6                     | 2° 2009-10 2011                                       | 5                       | 0            |
| Porto Mutts           | 3                     | 1° 2013 (Nord) 2014 (Nord) 2015 (Nord)                | 3                       | 0            |
| Maia Renegades        | 6                     | 4° 2009-10 2014 (Nord) 2015 (Nord)                    | 1                       | 0            |
| Santa Iria Wolves     | 1                     | 4° 2013 (Sud)                                         | 1                       | 0            |
| Santiago Black Ravens | 2                     | 6° 2013 (Nord) 2014 (Nord)                            | 0                       | 0            |

## Finali

### LPFA
| Data                | Luogo                                                   | Stagione  | Vincitore          | Punteggio | Finalista           |
| ------------------- | ------------------------------------------------------- | --------- | ------------------ | --------- | ------------------- |
| 2009-10             | Campo da rugby dell'Instituto Superior Técnico, Lisbona | LPFA I    | Lisboa Navigators  | 45-26     | Paredes Lumberjacks |
| 2011                | Campo dell'Instituto Superior de Agronomia, Lisbona     | LPFA II   | Lisboa Navigators  | 38-27     | Paredes Lumberjacks |
| 2012                | Estádio 1.º de Maio, Braga                              | LPFA III  | Lisboa Navigators  | 25-7      | Maximinos Warriors  |
| 2013                | Campo da rugby dell'Instituto Superior Técnico, Lisbona | LPFA IV   | Lisboa Navigators  | 20-12     | Porto Mutts         |
| 2013-14             | Stadio Comunale, Abrantes                               | LPFA V    | Lisboa Navigators  | 34-7      | Maximinos Warriors  |
| 2014-15             | Stadio Comunale Taveiro, Coimbra                        | LPFA VI   | Lisboa Navigators  | 32-13     | Crusaders CFA       |
| 2015-16 (30 aprile) | Estádio Prof. Dr. José Vieira de Carvalho, Maia         | LPFA VII  | Lisboa Devils      | 28-26     | Algarve Sharks      |
| 2016-17 (8 aprile)  | Évora                                                   | LPFA VIII | Lisboa Devils      | 40-35     | Maia Renegades      |
| 2017-18 (28 aprile) | Campo Manuel Marques, Torres Vedras                     | LPFA IX   | Portuscale Dragons | 6-0       | Porto Mutts         |
| 2019 (25 maggio)    |                                                         | LPFA X    | Lisboa Devils      | 23-6      | Porto Mutts         |

### CNFA
| Data            | Luogo                      | Stagione | Vincitore           | Punteggio | Finalista    |
| --------------- | -------------------------- | -------- | ------------------- | --------- | ------------ |
| 2019 (4 maggio) | Estadio Municipal, Lousada | CNFA I   | Lisboa Navigators B | 45-0      | Évora Eagles |

## Squadre per numero di campionati vinti

### LPFA
|   | Squadra            | Anni                                        |
| - | ------------------ | ------------------------------------------- |
| 6 | Lisboa Navigators  | 2009-10, 2011, 2012, 2013, 2013-14, 2014-15 |
| 3 | Lisboa Devils      | 2015-16, 2016-17, 2019                      |
| 1 | Portuscale Dragons | 2017-18                                     |

### CNFA
|   | Squadra           | Anni |
| - | ----------------- | ---- |
| 1 | Lisboa Navigators | 2019 |